# Callipallene margarita
Callipallene margarita är en havsspindelart som först beskrevs av Gordon, I. 1932.  Callipallene margarita ingår i släktet Callipallene och familjen Callipallenidae. Inga underarter finns listade.